# Celebração (álbum)
Celebração é o quinto álbum de estúdio da cantora Simony em carreira solo. Foi lançado em 2005, Após o lançamento de seu CD de 2001 Simony deu uma pausa na carreira de cantora para se dedicar ao programa "Tudo Haver" e ao seriado "Turma do Gueto" da Rede Record 
, ela então optou por lançar outro álbum apenas em 2005 para comemorar seus 25 anos de carreira. Por isso ela escolheu o nome de "Celebração". Esse álbum é o primeiro da cantora feito exclusivamente para regravações. São 13 faixas com sucessos românticos da MPB, produzidas por Umberto Tavares e Alexandre Lucas. Destaque para as regravações modernas de Jorge Ben Jor ("O Telefone Tocou Novamente"), Cazuza ("Codinome Beija-Flor"), Djavan ("Samurai"), Flávio Venturini e Murilo Antunes ("Nascente") e Fábio Júnior ("20 e Poucos Anos"). O CD também traz a participação especial de Sandra de Sá em "Joga Fora" e Xandy do Grupo Revelação, em "Raiou", composição de Jorge Vercillo. O álbum consiste em uma série de regravações da MPB. O álbum foi lançado pela gravadora New Music e vendeu mais de 30 mil cópias.

## Faixas
| N.º | Título                                | Compositor(es)                    | Duração |  |
| 1.  | "Samurai"                             | Djavan                            | 3:19    |  |
| 2.  | "Resumo da Felicidade"                |                                   | 4:24    |  |
| 3.  | "O Telefone Tocou Novamente"          | Jorge Ben Jor                     | 3:32    |  |
| 4.  | "Codinome Beija-Flor"                 | Ezequiel Neves                    | 5:32    |  |
| 5.  | "Eu Tô Mais Feliz Sem Você"           |                                   | 4:35    |  |
| 6.  | "Nascente"                            | Flávio Venturini e Murilo Antunes | 3:24    |  |
| 7.  | "Desculpe O Auê"                      | Rita Lee & Roberto de Carvalho    | 3:50    |  |
| 8.  | "Joga Fora no Lixo"                   | Michael Sullivan                  | 4:16    |  |
| 9.  | "Vinte e Poucos Anos"                 | Fábio Jr.                         | 3:16    |  |
| 10. | "Misterioso Segredo"                  | Simony                            | 4:16    |  |
| 11. | "Raiou"                               |                                   | 4:05    |  |
| 12. | "Outra Vez"                           |                                   | 3:42    |  |
| 13. | "Impossivel Acreditar Que Perdi Você" | Marcio Greyck e Cobel             | 6:09    |  |

## Vendas e certificações
| País / Certificadora | Certificação | Vendas |
| -------------------- | ------------ | ------ |
| Brasil (ABPD)        | —            | 35.000 |